# Єйський морський порт
Єйський морський порт — міжнародний вантажний порт, розташований на південному березі Таганрозької затоки Азовського моря біля початку Єйської коси.
Заснований у 1848 році після приєднання Кубані до Російської імперії у результаті переможної війни із Османською імперією.
Приймаються і відправляють вантажі до портів держав Чорного і Середземного морів: Туреччини, Греції, Італії, Ізраїлю, Єгипту, Болгарії, Чорногорії.